# Saint-Maurice-de-Cazevieille
Pour les articles homonymes, voir Saint-Maurice.
Saint-Maurice-de-Cazevieille est une commune française située dans le centre du département du Gard, en région Occitanie.
Exposée à un climat méditerranéen, elle est drainée par le ruisseau de la Candouillère et par divers autres petits cours d'eau. La commune possède un patrimoine naturel remarquable composé d'une zone naturelle d'intérêt écologique, faunistique et floristique.
Saint-Maurice-de-Cazevieille est une commune rurale qui compte 761 habitants en 2022, après avoir connu une forte hausse de la population depuis 1962.  Elle fait partie de l'aire d'attraction de Nîmes. Ses habitants sont appelés les Saint-Mauriçois ou  Saint-Mauriçoises.

## Géographie

### Climat
Pour des articles plus généraux, voir Climat de l'Occitanie et Climat du Gard.
En 2010, le climat de la commune est de type climat méditerranéen franc, selon une étude s'appuyant sur une série de données couvrant la période 1971-2000. En 2020, Météo-France publie une typologie des climats de la France métropolitaine dans laquelle la commune est exposée à un climat méditerranéen et est dans la région climatique Provence, Languedoc-Roussillon, caractérisée par une pluviométrie faible en été, un très bon ensoleillement (2 600 h/an), un été chaud (21,5 °C), un air très sec en été, sec en toutes saisons, des vents forts (fréquence de 40 à 50 % de vents > 5 m/s) et peu de brouillards.
Pour la période 1971-2000, la température annuelle moyenne est de 13,5 °C, avec une amplitude thermique annuelle de 17 °C. Le cumul annuel moyen de précipitations est de 904 mm, avec 6,5 jours de précipitations en janvier et 3,2 jours en juillet. Pour la période 1991-2020, la température moyenne annuelle observée sur la station météorologique la plus proche, située sur la commune de Deaux à 8 km à vol d'oiseau, est de 14,9 °C et le cumul annuel moyen de précipitations est de 967,1 mm,. Pour l'avenir, les paramètres climatiques de la commune estimés pour 2050 selon différents scénarios d’émission de gaz à effet de serre sont consultables sur un site dédié publié par Météo-France en novembre 2022.

### Milieux naturels et biodiversité

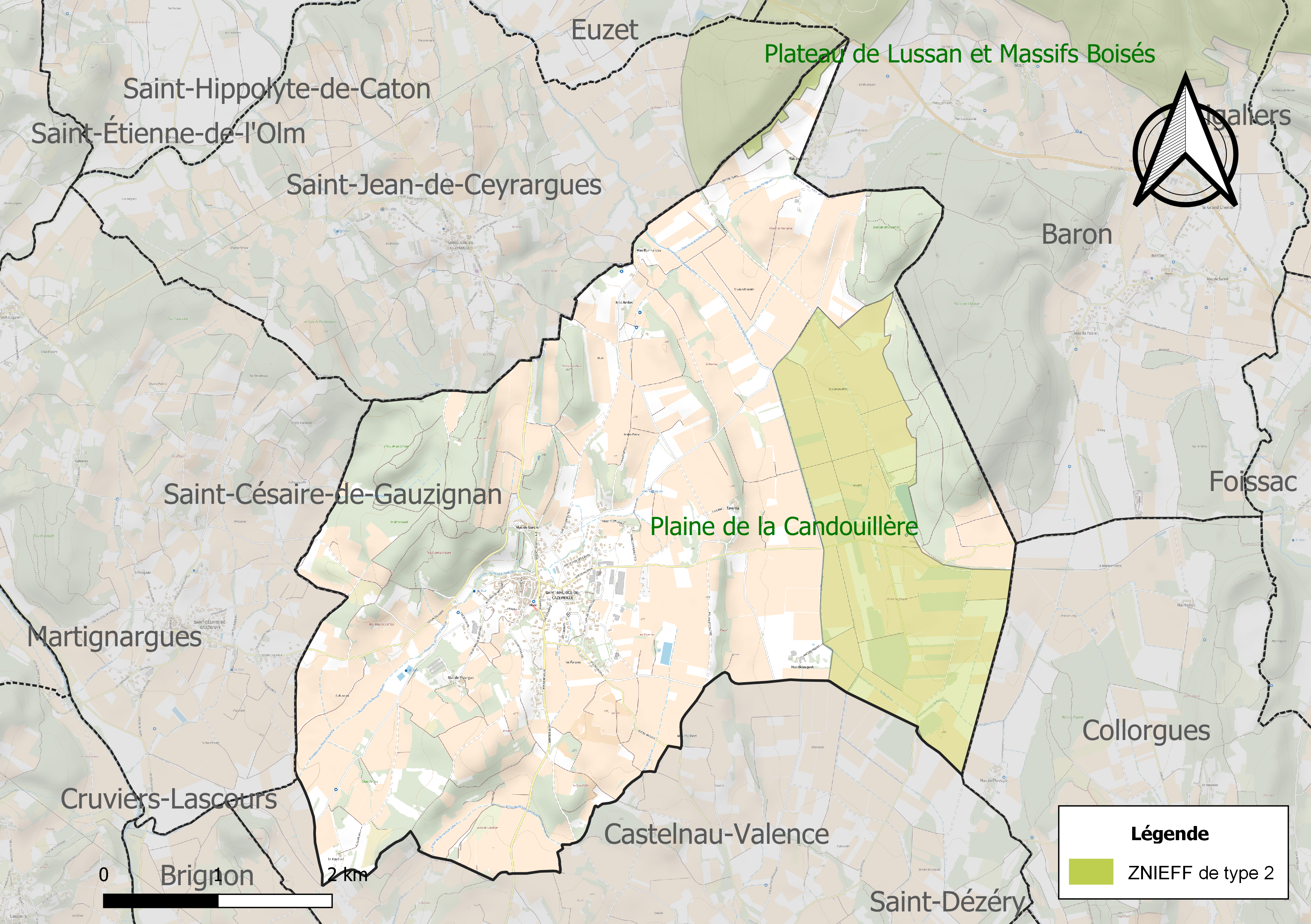
Carte de la ZNIEFF de type 2 localisée sur la commune.

L’inventaire des zones naturelles d'intérêt écologique, faunistique et floristique (ZNIEFF) a pour objectif de réaliser une couverture des zones les plus intéressantes sur le plan écologique, essentiellement dans la perspective d’améliorer la connaissance du patrimoine naturel national et de fournir aux différents décideurs un outil d’aide à la prise en compte de l’environnement dans l’aménagement du territoire.
Une ZNIEFF de type 2 est recensée sur la commune :
la « plaine de la Candouillère » (215 ha), couvrant 2 communes du département.

## Urbanisme

### Typologie
Au 1er janvier 2024, Saint-Maurice-de-Cazevieille est catégorisée bourg rural, selon la nouvelle grille communale de densité à sept niveaux définie par l'Insee en 2022.
Elle est située hors unité urbaine. Par ailleurs la commune fait partie de l'aire d'attraction de Nîmes, dont elle est une commune de la couronne,. Cette aire, qui regroupe 92 communes, est catégorisée dans les aires de 200 000 à moins de 700 000 habitants,.

### Occupation des sols
L'occupation des sols de la commune, telle qu'elle ressort de la base de données européenne d’occupation biophysique des sols Corine Land Cover (CLC), est marquée par l'importance des territoires agricoles (78,9 % en 2018), en diminution par rapport à 1990 (82,3 %). La répartition détaillée en 2018 est la suivante : 
cultures permanentes (73,1 %), forêts (10,5 %), zones agricoles hétérogènes (5,9 %), zones urbanisées (5,7 %), milieux à végétation arbustive et/ou herbacée (4,9 %). L'évolution de l’occupation des sols de la commune et de ses infrastructures peut être observée sur les différentes représentations cartographiques du territoire : la carte de Cassini (XVIIIe siècle), la carte d'état-major (1820-1866) et les cartes ou photos aériennes de l'IGN pour la période actuelle (1950 à aujourd'hui).

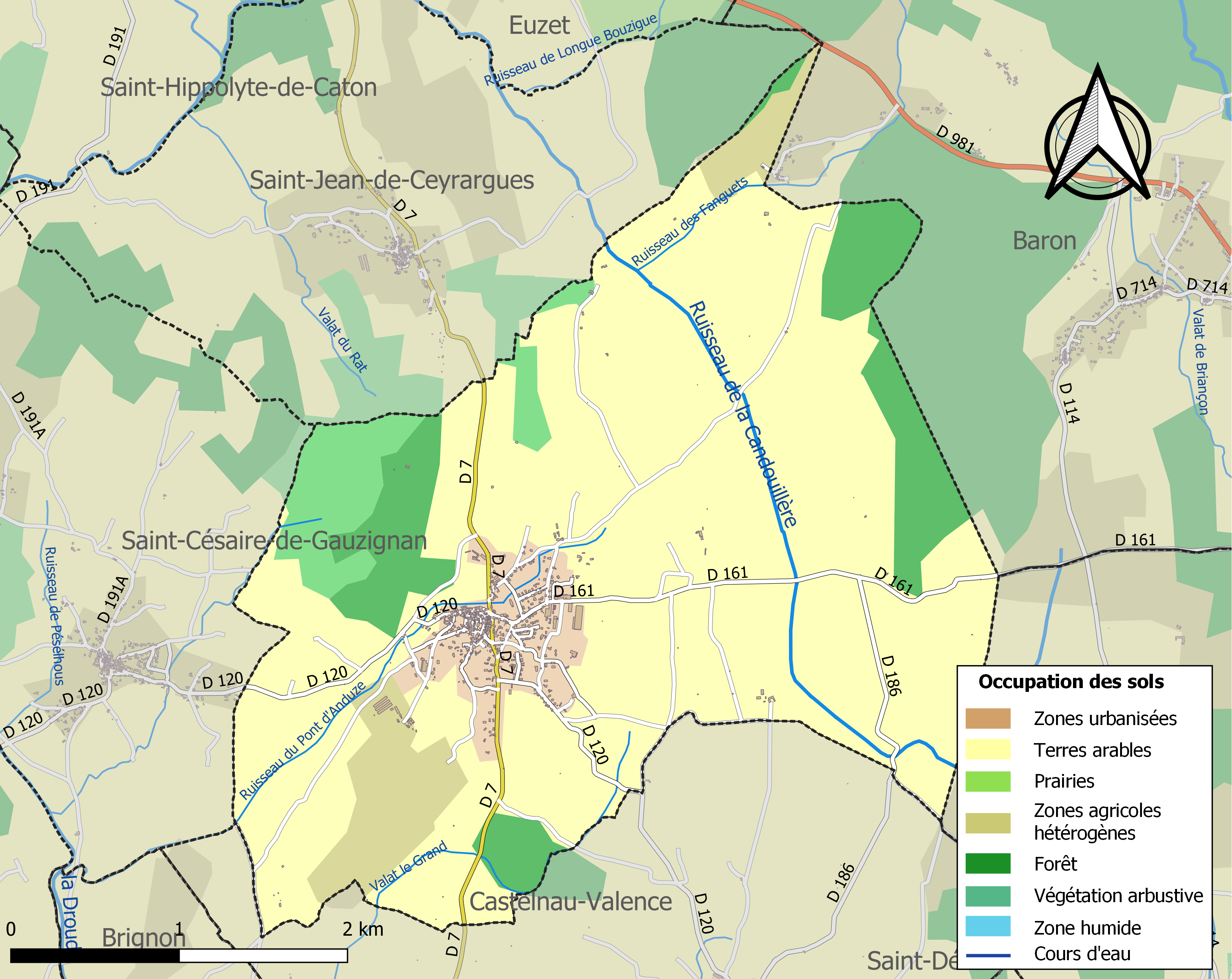
Carte des infrastructures et de l'occupation des sols de la commune en 2018 (CLC).

### Risques majeurs
Le territoire de la commune de Saint-Maurice-de-Cazevieille est vulnérable à différents aléas naturels : météorologiques (tempête, orage, neige, grand froid, canicule ou sécheresse), inondations, feux de forêts et séisme (sismicité faible). Un site publié par le BRGM permet d'évaluer simplement et rapidement les risques d'un bien localisé soit par son adresse soit par le numéro de sa parcelle.
Certaines parties du territoire communal sont susceptibles d’être affectées par le risque d’inondation par débordement de cours d'eau et par une crue torrentielle ou à montée rapide de cours d'eau, notamment le ruisseau de la Candouillère. La commune a été reconnue en état de catastrophe naturelle au titre des dommages causés par les inondations et coulées de boue survenues en 1982, 1983, 1988, 1992, 1993, 1995, 1998, 2001, 2002 et 2010,.

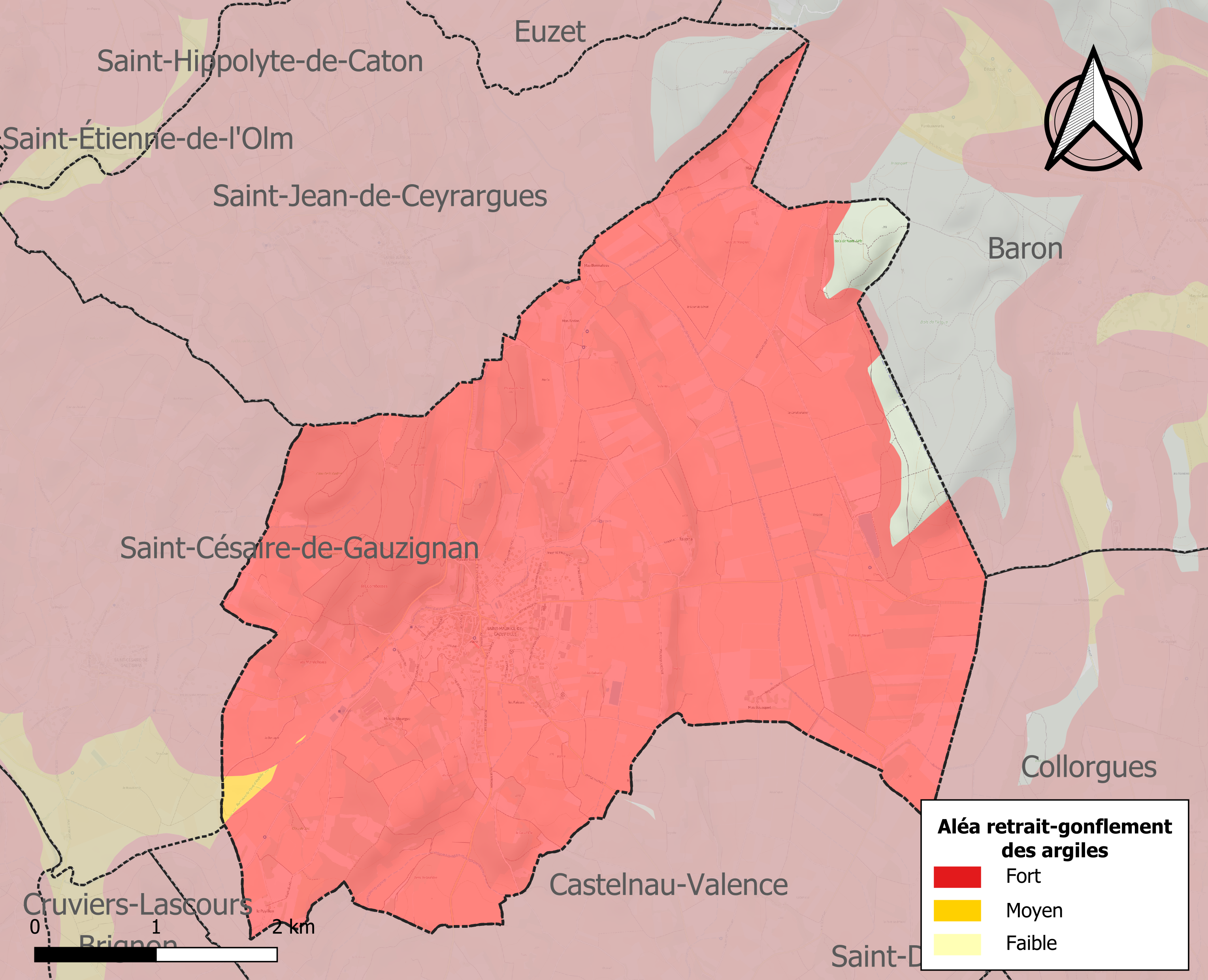
Carte des zones d'aléa retrait-gonflement des sols argileux de Saint-Maurice-de-Cazevieille.

Le retrait-gonflement des sols argileux est susceptible d'engendrer des dommages importants aux bâtiments en cas d’alternance de périodes de sécheresse et de pluie. 97,2 % de la superficie communale est en aléa moyen ou fort (67,5 % au niveau départemental et 48,5 % au niveau national). Sur les 309 bâtiments dénombrés sur la commune en 2019, 309 sont en aléa moyen ou fort, soit 100 %, à comparer aux 90 % au niveau départemental et 54 % au niveau national. Une cartographie de l'exposition du territoire national au retrait gonflement des sols argileux est disponible sur le site du BRGM,.
Par ailleurs, afin de mieux appréhender le risque d’affaissement de terrain, l'inventaire national des cavités souterraines permet de localiser celles situées sur la commune.
Concernant les mouvements de terrains, la commune a été reconnue en état de catastrophe naturelle au titre des dommages causés par la sécheresse en 2017 et par des mouvements de terrain en 1983.

## Les Hospitaliers
Saint-Maurice-de-Cazevieille est une ancienne seigneurie de l'ordre de Saint-Jean de Jérusalem depuis au moins 1187, date à laquelle le comte Raymond V de Toulouse confirme aux Hospitaliers la possession du castrum. En 1271, cette seigneurie était sous l'autorité du commandeur hospitalier d'Alès,. Les Hospitaliers sont contraints de céder cette année-là la moitié de la haute et basse justice au roi de France contre la moitié de celles de Valence, Malauzet et Maussargues.
Après la dévolution des biens de l'ordre du Temple, elle devint commanderie principale puis un membre de la commanderie de Saint-Christol au sein du grand prieuré de Saint-Gilles. Au cours de la Révolution française, la commune porte provisoirement le nom de Maurice-de-Rocher.

## Héraldique
| Blason de Saint-Maurice-de-Cazevieille | Blason  | De gueules au pal losangé d'or et de sinople.    |
| Blason de Saint-Maurice-de-Cazevieille | Détails | Le statut officiel du blason reste à déterminer. |

## Politique et administration

### Rattachements électoraux
Pour l'élection des députés, elle fait partie de la quatrième circonscription du Gard.

### Tendances politiques et résultats
| Période                                  | Période  | Identité         | Étiquette | Qualité                                                 |
| ---------------------------------------- | -------- | ---------------- | --------- | ------------------------------------------------------- |
| avant 1988                               | ?        | Edgard Privat    |           |                                                         |
| mars 2001                                | En cours | Claude Bonnafoux | DVG       | Agriculteur Vice-président de la Communauté de communes |
| Les données manquantes sont à compléter. |          |                  |           |                                                         |

## Démographie
L'évolution du nombre d'habitants est connue à travers les recensements de la population effectués dans la commune depuis 1793. Pour les communes de moins de 10 000 habitants, une enquête de recensement portant sur toute la population est réalisée tous les cinq ans, les populations de référence des années intermédiaires étant quant à elles estimées par interpolation ou extrapolation. Pour la commune, le premier recensement exhaustif entrant dans le cadre du nouveau dispositif a été réalisé en 2006.

En 2022, la commune comptait 761 habitants, en évolution de +7,03 % par rapport à 2016 (Gard : +2,97 %, France hors Mayotte : +2,11 %).
| 1793 | 1800 | 1806 | 1821 | 1831 | 1836 | 1841 | 1846 | 1851 |
| ---- | ---- | ---- | ---- | ---- | ---- | ---- | ---- | ---- |
| 408  | 425  | 465  | 494  | 546  | 561  | 576  | 573  | 560  |

| 1856 | 1861 | 1866 | 1872 | 1876 | 1881 | 1886 | 1891 | 1896 |
| ---- | ---- | ---- | ---- | ---- | ---- | ---- | ---- | ---- |
| 561  | 542  | 533  | 559  | 556  | 530  | 515  | 510  | 507  |

| 1901 | 1906 | 1911 | 1921 | 1926 | 1931 | 1936 | 1946 | 1954 |
| ---- | ---- | ---- | ---- | ---- | ---- | ---- | ---- | ---- |
| 506  | 492  | 463  | 415  | 408  | 414  | 394  | 387  | 378  |

| 1962 | 1968 | 1975 | 1982 | 1990 | 1999 | 2006 | 2011 | 2016 |
| ---- | ---- | ---- | ---- | ---- | ---- | ---- | ---- | ---- |
| 406  | 415  | 431  | 447  | 505  | 478  | 588  | 653  | 711  |

| 2021 | 2022 | - | - | - | - | - | - | - |
| ---- | ---- | - | - | - | - | - | - | - |
| 758  | 761  | - | - | - | - | - | - | - |

## Économie

### Revenus
En 2018  (données Insee publiées en septembre 2021), la commune compte 290 ménages fiscaux, regroupant 705 personnes. La médiane du revenu disponible par unité de consommation est de 19 500 € (20 020 € dans le département).

### Emploi
|                | 2008   | 2013  | 2018 |
| -------------- | ------ | ----- | ---- |
| Commune        | 13,6 % | 8,4 % | 8 %  |
| Département    | 10,6 % | 12 %  | 12 % |
| France entière | 8,3 %  | 10 %  | 10 % |

En 2018, la population âgée de 15 à 64 ans s'élève à 456 personnes, parmi lesquelles on compte 71,9 % d'actifs (63,9 % ayant un emploi et 8 % de chômeurs) et 28,1 % d'inactifs,. En  2018, le taux de chômage communal (au sens du recensement) des 15-64 ans est inférieur à celui de la France et du département, alors qu'en 2008 la situation était inverse.
La commune fait partie de la couronne de l'aire d'attraction de Nîmes, du fait qu'au moins 15 % des actifs travaillent dans le pôle,. Elle compte 183 emplois en 2018, contre 150 en 2013 et 150 en 2008. Le nombre d'actifs ayant un emploi résidant dans la commune est de 294, soit un indicateur de concentration d'emploi de 62,3 % et un taux d'activité parmi les 15 ans ou plus de 56 %.
Sur ces 294 actifs de 15 ans ou plus ayant un emploi, 80 travaillent dans la commune, soit 27 % des habitants. Pour se rendre au travail, 91,2 % des habitants utilisent un véhicule personnel ou de fonction à quatre roues, 1,4 % les transports en commun, 5,6 % s'y rendent en deux-roues, à vélo ou à pied et 1,8 % n'ont pas besoin de transport (travail au domicile).

### Activités hors agriculture

#### Secteurs d'activités
63 établissements sont implantés  à Saint-Maurice-de-Cazevieille au 31 décembre 2019. Le tableau ci-dessous en détaille le nombre par secteur d'activité et compare les ratios avec ceux du département,.
| Secteur d'activité                                                                                        | Commune | Commune | Département |
| Secteur d'activité                                                                                        | Nombre  | %       | %           |
| --- | ------- | ------- | ----------- |
| Ensemble                                                                                                  | 63      |         |             |
| Industrie manufacturière, industries extractives et autres                                                | 11      | 17,5 %  | (7,9 %)     |
| Construction                                                                                              | 17      | 27 %    | (15,5 %)    |
| Commerce de gros et de détail, transports, hébergement et restauration                                    | 14      | 22,2 %  | (30 %)      |
| Activités immobilières                                                                                    | 1       | 1,6 %   | (4,1 %)     |
| Activités spécialisées, scientifiques et techniques et activités de services administratifs et de soutien | 5       | 7,9 %   | (14,9 %)    |
| Administration publique, enseignement, santé humaine et action sociale                                    | 8       | 12,7 %  | (13,5 %)    |
| Autres activités de services                                                                              | 7       | 11,1 %  | (8,8 %)     |

Le secteur de la construction est prépondérant sur la commune puisqu'il représente 27 % du nombre total d'établissements de la commune (17 sur les 63 entreprises implantées  à Saint-Maurice-de-Cazevieille), contre 15,5 % au niveau départemental.

#### Entreprises et commerces
Les quatre entreprises ayant leur siège social sur le territoire communal qui génèrent le plus de chiffre d'affaires en 2020 sont : 
- MCS Carrelages, travaux de revêtement des sols et des murs (871 k€) ;
- BASM Energies, travaux d'installation d'équipements thermiques et de climatisation (389 k€) ;
- Lauze Construction Renovation, travaux de maçonnerie générale et gros œuvre de bâtiment (73 k€) ;
- SARL Actif-Europe, conseil pour les affaires et autres conseils de gestion (30 k€).

### Agriculture
La commune est dans les Garrigues, une petite région agricole occupant le centre du département du Gard. En 2020, l'orientation technico-économique de l'agriculture  sur la commune est la viticulture. 
|               | 1988 | 2000 | 2010 | 2020 |
| ------------- | ---- | ---- | ---- | ---- |
| Exploitations | 39   | 49   | 38   | 33   |
| SAU (ha)      | 926  | 936  | 708  | 685  |

Le nombre d'exploitations agricoles en activité et ayant leur siège dans la commune est passé de 39 lors du recensement agricole de 1988  à 49 en 2000 puis à 38 en 2010 et enfin à 33 en 2020, soit une baisse de 15 % en 32 ans. Le même mouvement est observé à l'échelle du département qui a perdu pendant cette période 61 % de ses exploitations,. La surface agricole utilisée sur la commune a également diminué, passant de 926 ha en 1988 à 685 ha en 2020. Parallèlement la surface agricole utilisée moyenne par exploitation a baissé, passant de 24 à 21 ha.

## Culture locale et patrimoine

### Lieux et monuments
- Le Portalet est le vestige le mieux conservé du rempart du XIIe siècle. Il s’agit de l'ancienne entrée Nord des fortifications qui protégeaient la commanderie des Hospitaliers de l'ordre de Saint-Jean de Jérusalem. Ces fortifications furent détruites en 1553.
- L’église Saint-Maurice de Saint-Maurice-de-Cazevieille. L'ancienne église paroissiale datait du XIIIe siècle. Elle fut en partie détruite par les protestants en 1560. Sur le même emplacement a été construit en 1857 un nouvel édifice plus vaste, de style roman. Il ne reste plus que le chœur pour témoigner de l’église primitive. La nouvelle église a été bénie le 25 août 1860 par Mgr Plantier.
- Le temple protestant de Saint-Maurice-de-Cazevieille : un premier édifice fut probablement construit vers la fin du XVIe siècle. On peut supposer qu'il fut édifié sur l'emplacement même de l'ancienne commanderie de l'ordre de Saint-Jean de Jérusalem, que des religionnaires avaient démantelée en 1553. Sa destruction fut ordonnée en 1672. La construction du temple actuel date de 1853.

### Personnalités liées à la commune
- Jean-Baptiste-Pierre Melchior d'Azémar (ou d'Adhémar) (15 juillet 1740 - Saint-Maurice-de-Cazevieille † 2 septembre 1821), préfet du Var.
- Charles Privat (né à Saint-Maurice le 8 juin 1914 - † 21 août 1990), député des Bouches-du-Rhône.

## Jumelage
Saint-Maurice de Cazevieille est jumelée avec la ville de Gwangmyeong, en Corée du Sud.